# Dhunche
Dhunche (népalais : धुन्चे) est un comité de développement villageois du Népal, chef-lieu du district de Rasuwa. Au recensement de 2011, il comptait 2 744 habitants.
La commune se situe en bas du col de Gosainkunda.

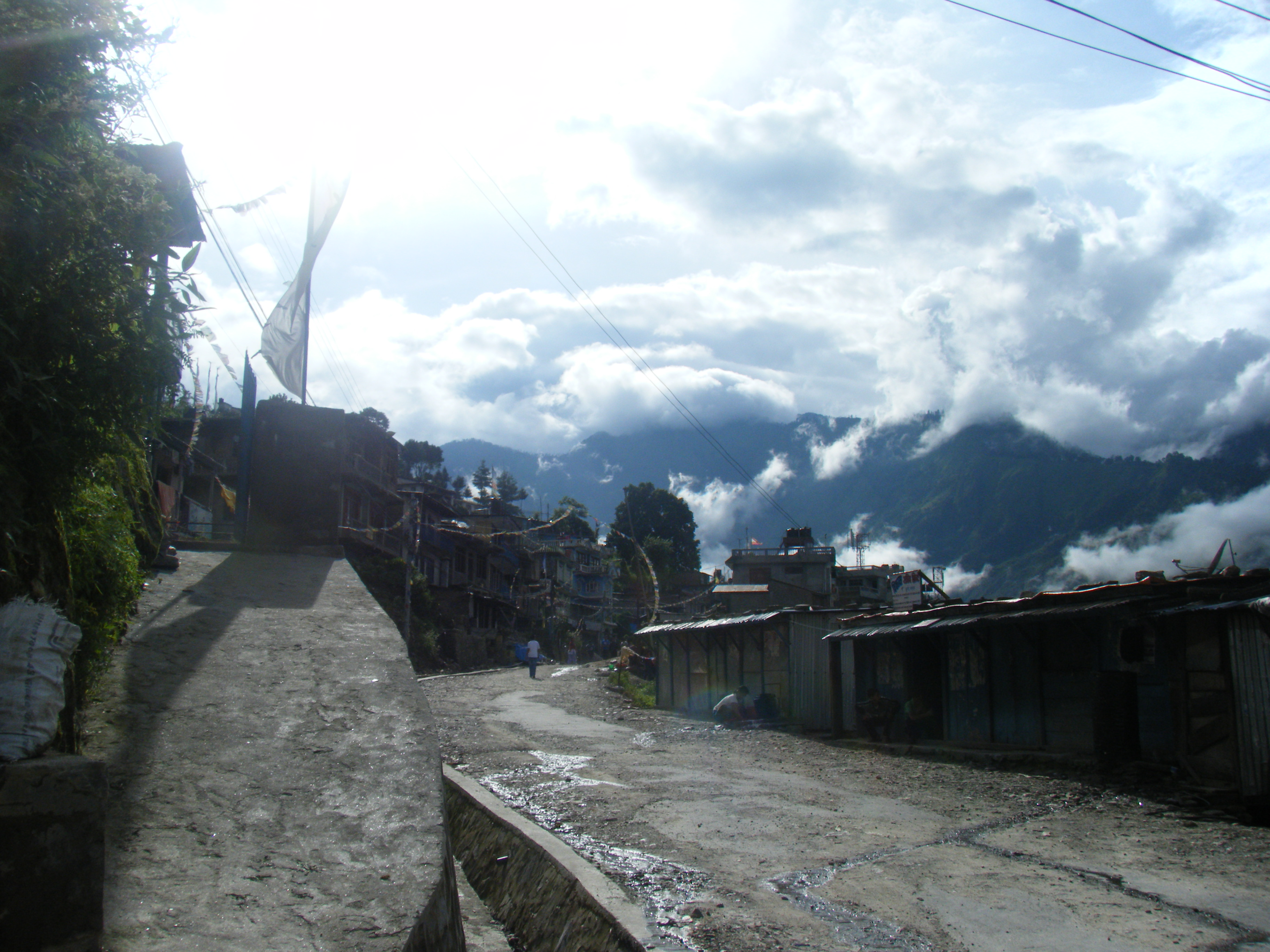
La rue principale de Dhunche le 18 juillet 2011.
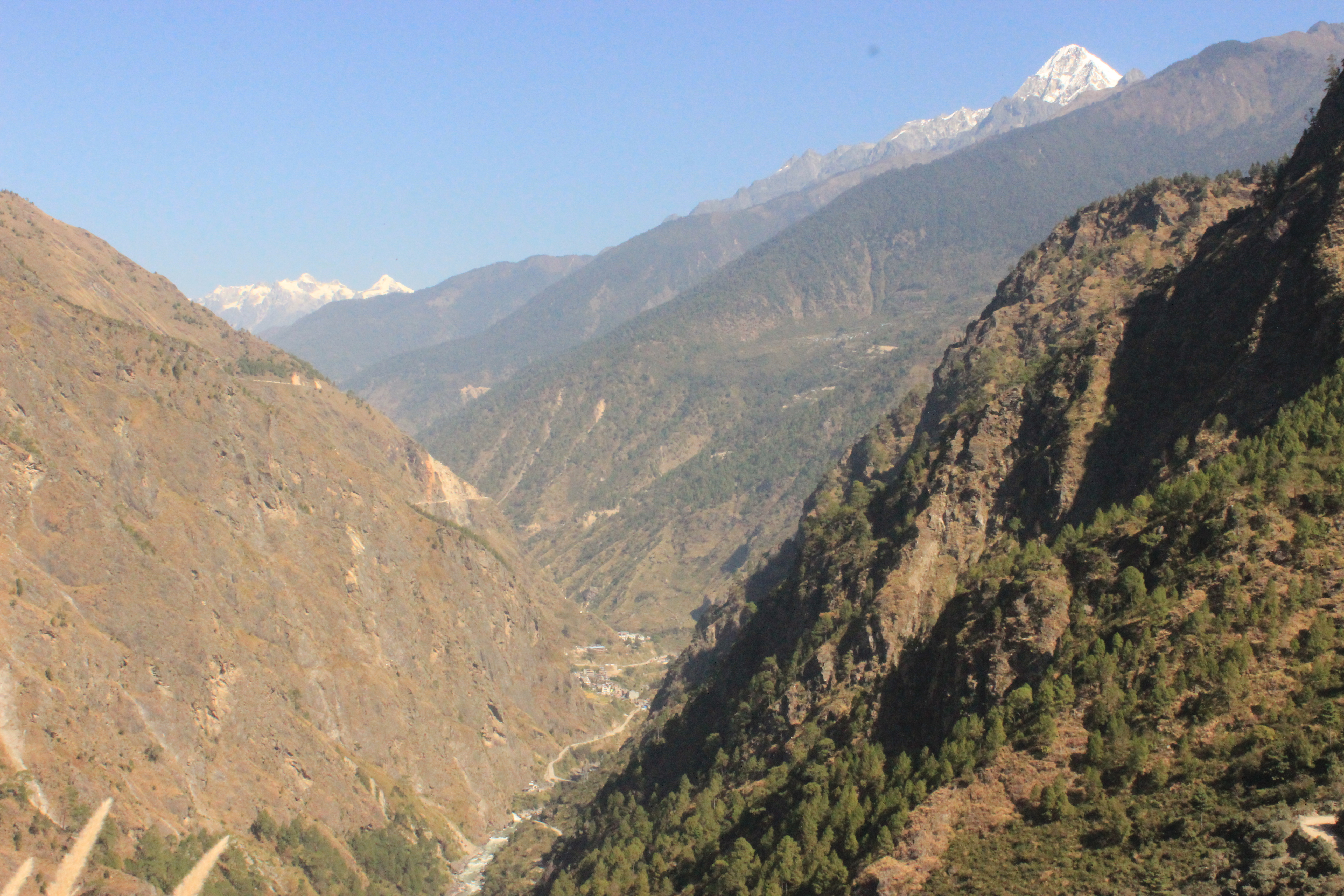
Vue de la vallée depuis le village le 12 novembre 2016.